# Takaaki Kidani
Takaaki Kidani (木谷 高明 Kidani Takaaki?, 6 de junio de 1960) es un desarrollador de videojuegos y emprendedor japonés nacido en Kanazawa, Japón. Es el fundador, director ejecutivo y presidente de Bushiroad. También ha sido presidente de New Japan Pro-Wrestling (NJPW). Sigue vinculado a NJPW a través de Bushiroad, empresa propietaria de la misma.

## Biografía
Tras graduarse en Economía en la Universidad de Musashi, Kidani trabajó en Yamaichi Securities, donde se encargaba de las relaciones con Estados Unidos.
Kidani trabajó anteriormente en Yamaichi Securities en 1994. El 25 de marzo de ese mismo año, fundó Broccoli como una startup. Inicialmente, su negocio se centró en la gestión de eventos, pero entre 1994 y 1998, fundó Comic Castle para dōjinshi. En 1996, estableció su primera cadena de tiendas minoristas Gamers. Su empresa se centra en el anime y los videojuegos. Su rendimiento mejoró tras producir la serie de anime Di Gi Charat, y su empresa cotizó en la Bolsa de Valores JASDAQ.
Fundó Bushiroad en mayo de 2007 como empresa productora de juegos de cartas y asumió la presidencia. El nombre Bushiroad se originó tras el fracaso de la adaptación cinematográfica de Neppu Kairiku Bushi Road por diversas razones cuando dirigió el proyecto en la época de Broccoli. La película se reestrenó en marzo de 2013 con Kidani como productor ejecutivo. La compañía crearía numerosas franquicias, como Tantei Opera Milky Holmes y BanG Dream!.
El 2 de octubre de 2017, Bushiroad anunció que Kidani dejaría su cargo como Director Representante de la compañía el 20 de octubre y se uniría a su junta directiva.

## Premios
- Wrestling Observer Newsletter
  - WON Promotor del año (2014, 2017 y 2018)[5]